# ال‌ئی‌دی

اجزای یک لامپ ال‌ئی‌دی معمولی. سطوح مورب دو قسمت post و anvil مانند یک قلاب عمل کرده و از بیرون آمدن آنها از درون قاب اپوکسی توسط نیروی خارجی جلوگیری می‌کنند.

ال‌ئی‌دی (به انگلیسی: LED) یا دیود نورگسیل (به انگلیسی: Light-Emitting Diode) یک منبع نور نیم‌رسانا است که با عبور جریان الکتریکی از آن، از خود نور تابش می‌کند. الکترونهای موجود در ماده نیم‌رسانا با حفره‌های الکترون بازترکیب می‌شوند و انرژی خود را به شکل فوتون آزاد می‌کنند. رنگ نور تابیده‌شده (مربوط به انرژی فوتون‌ها) بستگی به انرژی مورد نیاز الکترون‌ها برای عبور از شکاف انرژی نیم‌رسانا دارد. برای به‌دست آوردن نور سفید از چندین نیم‌رسانای مختلف استفاده می‌شود یا اینکه لایه‌ای از فسفر تاباننده نور بر روی افزاره نیم‌رسانا قرارداده‌می‌شود.
ال‌ئی‌دی‌ها به عنوان یک قطعه الکترونیکی کاربردی در سال ۱۹۶۲ ظهور کردند، و فقط می‌توانستند نور فروسرخ ضعیفی از خود تابش‌کند. از ال‌ئی‌دی‌های فروسرخ در کنترل از راه دور افزاره‌های الکترونیکی مصرفی مانند تلویزیون‌ها استفاده گردید. اولین ال‌ئی‌دی‌های با نور مرئی بسیار ضعیف بوده و فقط محدود به رنگ قرمز بودند. امروزه ال‌ئی‌دی‌هایی با خروجی‌های بالا و در کل طیف نور مرئی، فرابنفش، و امواج فروسرخ موجود هستند.

ال‌ئی‌دی‌های اولیه اغلب به عنوان لامپ‌های نشانگر، جایگزینی برای لامپ‌های رشته‌ای کوچک و در نمایشگرهای هفت بخشی استفاده می‌شدند. تحولات اخیر ال‌ئی‌دی‌های سفید با نور بالا و مناسب برای روشنایی اتاق و فضای باز تولید کرده‌اند. اختراع ال‌ئی‌دی‌ها منجر به اختراع نمایشگرها و حسگرهای جدید شده‌است، و نرخ بالای کلیدزنی آنها در فناوری ارتباطات پیشرفته مفید است. 

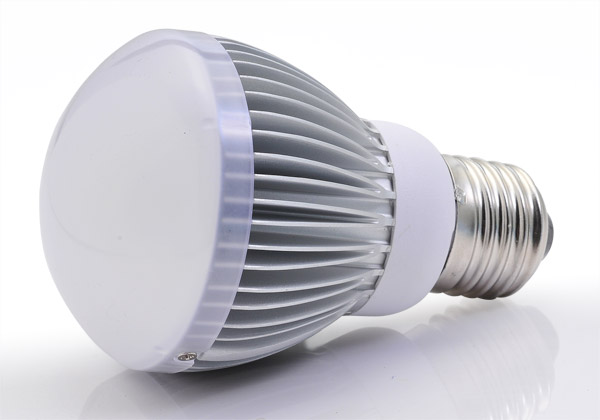
یک لامپ ال‌ئی‌دی نوین به شکل یک لامپ رشته‌ای به همراه هیت سینک آلومینیومی، یک پخش کننده نور گنبدی‌شکل و پایه پیچ E27، با استفاده از منبع تغذیه داخلی که با برق شهری کار می‌کند.

ال‌ئی‌دی‌ها نسبت به لامپ‌های رشته‌ای مزایای فراوانی دارند، از جمله: مصرف انرژی کمتر، عمر بالاتر، استحکام فیزیکی بالاتر، اندازه کوچکتر، و کلیدزنی سریع‌تر. ال‌ئی‌دی‌ها همچنین در کاربردهای متنوعی استفاده می‌شوند، از جمله: لامپ هواپیماها، لامپ‌های ریسه‌ای، چراغ‌جلوی خودروها، تبلیغات، نورپردازی‌های عمومی، چراغ‌های راهنمایی، فلش دوربین‌ها، لامپ‌های پرورش گیاه، و تجهیزات پزشکی.
برخلاف لیزر، نوری که از ال‌ئی‌دی تابش می‌شود نه از نظر طیفی همدوس است و نه حتی خیلی مونوکرومیک است. با این حال، طیف آن به اندازه کافی باریک است که در چشم انسان به عنوان یک رنگ خالص (اشباع) ظاهر می‌شود. همچنین برخلاف اکثر لیزرها، تابش آن از نظر مکانی همدوس نیست، بنابراین نمی‌تواند به روشنایی‌های بسیار زیاد مشخصه لیزرها نزدیک شود.

## تاریخچه

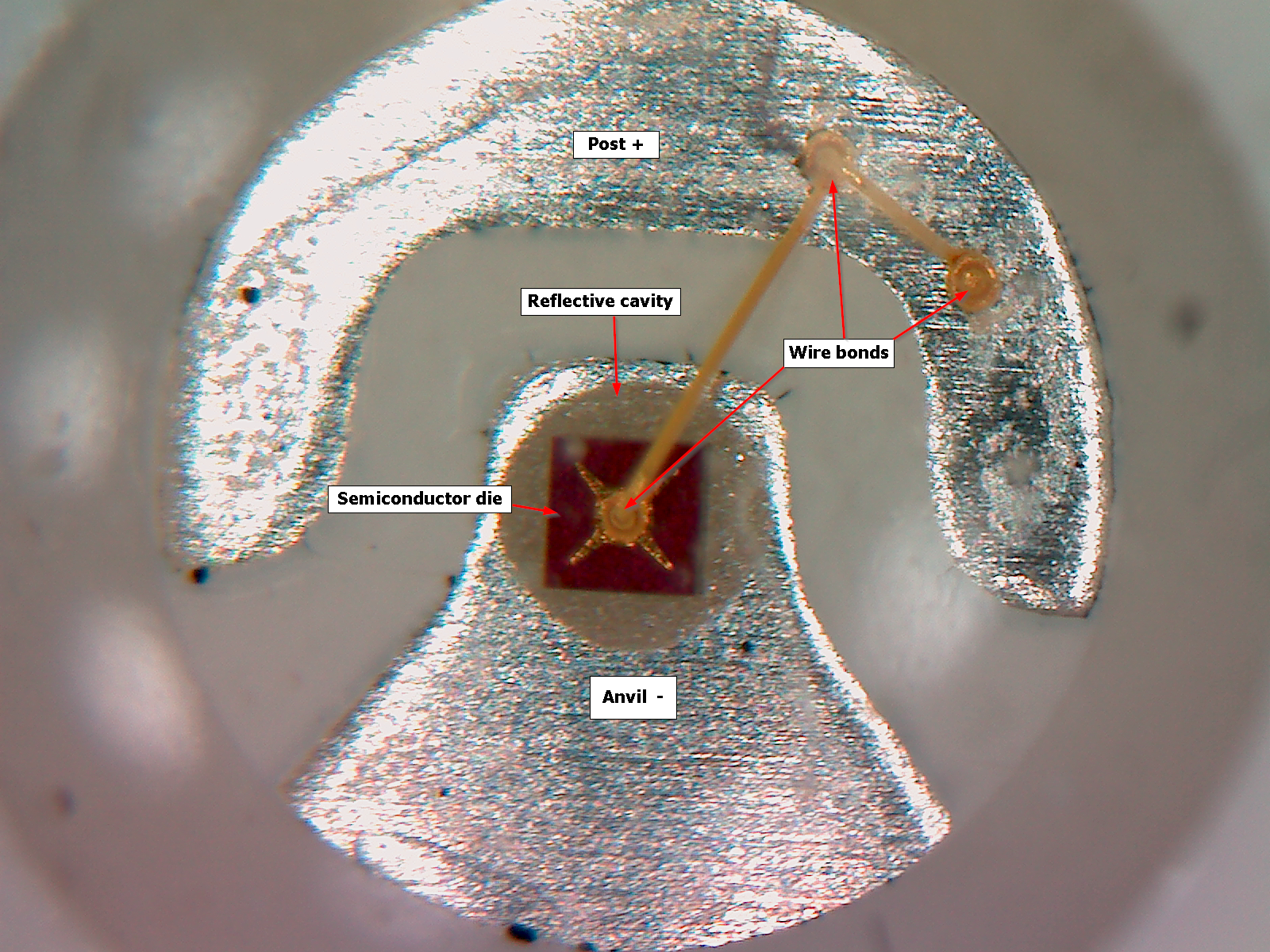
نمای نزدیک از یک ال‌ئی‌دی نصب سطحی.

### اکتشافات و افزاره‌های اولیه

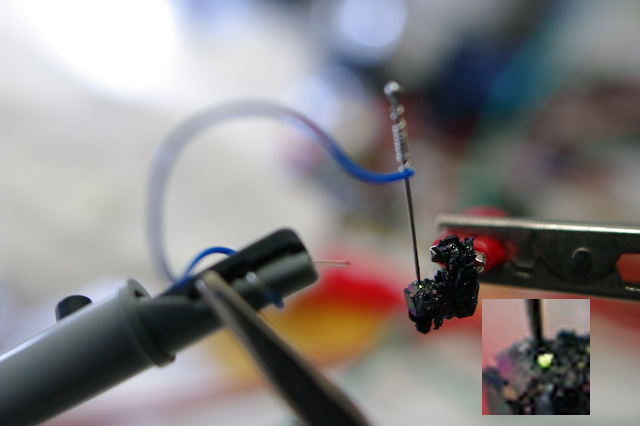
الکترولومینسانس سبز از یک تماس نقطه‌ای روی یک کریستال کاربید سیلیسیم که بازسازی آزمایش H. J. Round درسال ۱۹۰۷ است.

الکترولومینسانس به عنوان یک پدیده در سال ۱۹۰۷ توسط آزمایشگر انگلیسی اچ. جی. روند از آزمایشگاه‌های مارکونی، با استفاده از کریستال کاربید سیلیسیم و آشکارساز سیبیل گربه‌ای (cat whisker detector) کشف شد. اولِگ لوسِف، مخترع روسی، اختراع اولین ال‌ئی‌دی را در سال ۱۹۲۷ خبر داد. تحقیقات وی در مجلات علمی شوروی، آلمان و انگلیس توزیع شد، اما تا چندین دهه از این کشف استفاده عملی نشد.
در سال ۱۹۳۶، ژورژ دِسترائو مشاهده کرد که هنگامی که پودر روی سولفید در یک عایق به حالت تعلیق در می‌آید و میدان الکتریکی متناوبی به آن اعمال می‌شود، می‌توان الکترولومینسانس تولید کرد. دسترائو در انتشارات خود اغلب از الکترولومینسانس به عنوان نور-لوسِف یاد می‌کند. دسترائو در آزمایشگاه‌های ماری کوری، که او هم یک پیشگام در زمینه الکترولومینسانس با تحقیق در مورد رادیوم بود، کار کرد.
زولتان لایوش بای به همراه گئورگ سیگتی در سال ۱۹۳۹ با ثبت اختراع یک دستگاه روشنایی مبتنی بر کاربید سیلیسیم، و کاربید بور به عنوان یک جایگزین، نور ال‌ئی‌دی را در مجارستان انحصاری کردند، که بسته به ناخالصی‌های موجود، نوری سفید، سفید مایل به زرد یا سفید مایل به سبز منتشر می‌کرد.
روبین براونشتاین از شرکت رادیویی آمریکا در مورد انتشار امواج فروسرخ از گالیم آرسنید و سایر آلیاژهای نیم‌رسانا در سال ۱۹۵۵ گزارش داد. براونشتاین انتشار فروسرخ تولید شده توسط ساختارهای ساده دیود را با استفاده از گالیم آنتیمونید، گالیم آرسنید، ایندیم فسفید و آلیاژهای سیلیسیم-ژرمانیم در دمای اتاق و در ۷۷ کلوین مشاهده کرد. در سال ۱۹۵۷، براونشتاین همچنین نشان داد که می‌توان از وسایل ابتدایی برای ارتباطات غیر-رادیویی در یک فاصله کوتاه استفاده کرد. 

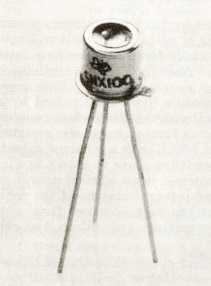
SNX-۱۰۰ ال‌ئی‌دی پایه گالیم آرسنید ساخت شرکت تگزاس اینسترومنتس در سال ۱۹۶۲ که در یک محفظه ترانزیستور TO-18 قرار داده شده‌است.

در سپتامبر ۱۹۶۱، جیمز آر. بیارد و گری پیتمن که در شرکت تگزاس اینسترومنتس کار می‌کردند، انتشار نور نزدیک فروسرخ (۹۰۰ نانومتر) را از دیود تونلی که روی بستر GaAs ساخته بودند، مشاهده و کشف کردند. تا اکتبر ۱۹۶۱، آنها انتشار نور و اتصال سیگنال کارآمد را بین یک فرستنده نوری اتصال p-n گالیم آرسنید و یک آشکارساز نوری نیم‌رسانای الکتریکی نشان دادند. در اکتبر ۱۹۶۲، تگزاس اینسترومنتس اولین محصول تجاری ال‌ئی‌دی یعنی (SNX-100) را معرفی کرد که از کریستال خالص گالیم آرسنید برای تولید نور ۸۹۰ نانومتر استفاده می‌کرد. در اکتبر ۱۹۶۳، تگزاس اینسترومنتس اولین ال‌ئی‌دی نیم‌کره‌ای تجاری را با نام SNX-110 ارائه کرد.
اولین ال‌ئی‌دی با طیف نور مرئی (قرمز) توسط نیک هولونیاک در ۹ اکتبر ۱۹۶۲ هنگامی که برای جنرال الکتریک کار می‌کرد، نشان داده شد. جورج کرافورد، دانشجوی سابق تحصیلات تکمیلی هولونیاک، اولین ال‌ئی‌دی زرد را اختراع کرد و روشنایی ال‌ئی‌دی‌های قرمز و نارنجی-قرمز را در سال ۱۹۷۲ با ضریب ده بهبود داد. در سال ۱۹۷۶، تی.پی. پیرسال با اختراع مواد نیم‌رسانای جدید اولین ال‌ئی‌دی‌های با روشنایی بالا و کارایی بالا را برای مخابرات فیبر نوری طراحی کرد.

### توسعه تجاری اولیه
اولین ال‌ئی‌دی‌های تجاری با طول‌موج مرئی معمولاً به عنوان جایگزین لامپ‌های رشته‌ای و لامپ‌های نئون و در نمایشگرهای هفت بخشی، ابتدا در تجهیزات گران‌قیمت مانند تجهیزات آزمایشگاهی و الکترونیکی و سپس در وسایل خانگی مانند ماشین حساب، تلویزیون، رادیو، تلفن و همچنین ساعت استفاده شدند. تا سال ۱۹۶۸، ال‌ئی‌دی‌های مرئی و فروسرخ به میزان ۲۰۰ دلار در هر واحد قیمت داشتند که بسیار گران بودند و از این رو کاربرد عملی کمی داشتند.
شرکت هیولت پاکارد بین سال‌های ۱۹۶۲ تا ۱۹۶۸ در hp associates و آزمایشگاه‌های اچ‌پی، توسط یک تیم تحقیقاتی با رهبری هاوارد بوردون، جرالد پیگینی و محمد عطاالله، به تحقیق و توسعه در مورد ال‌ئی‌دی‌های عملی مشغول بود. در طی این دوره، عطاالله پروژه تحقیقاتی علم مواد در مورد افزاره‌هایی بر مبنای گالیم آرسنید، گالیم آرسنید فسفید و ایندیم آرسنید را در اچ‌پی آغاز کرد و آنها در زمینه تولید اولین محصولات ال‌ئی‌دی قابل استفاده با شرکت مونسانتو همکاری کردند. اولین محصولات قابل استفاده ال‌ئی‌دی، نمایشگر ال‌ئی‌دی اچ‌پی و چراغ نشانگر ال‌ئی‌دی مونسانتو بودند که هر دو در سال ۱۹۶۸ راه اندازی شدند. مونسانتو اولین سازمانی بود که با تولید انبوه ال‌ئی‌دی‌های با نور مرئی، با استفاده از فسفید آرسنید گالیم در سال ۱۹۶۸، ال‌ئی‌دی‌های قرمز مناسب برای نشانگرها تولید کرد. مونسانتو پیش از این پیشنهاد کرده بود که گالیوم آرسنید فسفید (GaAsP) را برای اچ‌پی تأمین کند، اما اچ‌پی تصمیم گرفت گالیوم آرسنید فسفید را خود تولید کند. در فوریه ۱۹۶۹، اچ‌پی نشانگر عددی مدل ۵۰۸۲–۷۰۰۰ را معرفی کرد، که اولین دستگاه ال‌ئی‌دی با فناوری مدار مجتمع (مدار ال‌ئی‌دی یکپارچه) بود. این دستگاه اولین نمایشگر ال‌ئی‌دی هوشمند بود و انقلابی در فناوری نمایشگرهای دیجیتال به وجود آورد و جایگزین لامپ نیکسی شد و مبنایی برای نمایشگرهای ال‌ئی‌دی جدید گردید.
عطاالله اچ‌پی را ترک کرد و در سال ۱۹۶۹ به فرچایلد سمیکانداکتر پیوست. وی از زمان آغاز به کارش در ماه مه ۱۹۶۹ تا نوامبر ۱۹۷۱ معاون رئیس و مدیر کل بخش میکروموج و الکترونیک نوری بود. عطاالله کار خود را در زمینه ال‌ئی‌دی‌ها ادامه داد و در سال ۱۹۷۱ پیشنهاد داد که آنها می‌توانند برای چراغ‌های نشانگر (لامپ سیگنال) و خواننده‌های نوری استفاده شوند.
ال‌ئی‌دی‌های اولیه قرمز فقط برای استفاده به عنوان نشانگر مناسب بودند، زیرا نور خروجی آنها برای روشن کردن یک اتاق کافی نبود. بازخوانی در ماشین حساب‌ها آنقدر کم بود که روی هر رقم عدسی‌های پلاستیکی ساخته می‌شد تا خوانایی بیشتری داشته باشد. بعداً رنگ‌های دیگر به‌طور گسترده در دسترس قرار گرفتند و در وسایل و تجهیزات ظاهر شدند.

### ال‌ئی‌دی آبی
اولین ال‌ئی‌دی آبی-بنفش با استفاده از نیترید گالیم با آلایش منیزیم در دانشگاه استنفورد در سال ۱۹۷۲ توسط هرب ماروسکا و والی راینز، دانشجویان دکترای علوم و مهندسی مواد ساخته شد.
در اواخر دهه ۱۹۸۰، موفقیت‌های کلیدی کسب‌شده در رشد برآرایی GaN و آلایش نوع-پی، باعث آغاز عصر جدیدی از افزاره‌های نوری-الکترونیکی مبتنی بر نیترید گالیم شد. با استفاده از این پایه، تئودور موستاکاس در دانشگاه بوستون روشی را برای تولید ال‌ئی‌دی‌های آبی با روشنایی بالا با استفاده از یک فرایند دو مرحله ای جدید در سال ۱۹۹۱ ثبت اختراع کرد. دو سال بعد، یعنی در سال ۱۹۹۳، شوجی ناکامورا از شرکت نیچیا با استفاده از فرایندی برای رشد گالیم نیترید، ال‌ئی‌دی‌های آبی با روشنایی بالا را اختراع کرد. به موازات آن، ایسامو آکازاکی و هیروشی آمانو در شهر ناگویا ژاپن در حال توسعه رسوب GaN در بسترهای یاقوت کبود و نمایش آلایش نوع-پی از GaN بودند. این پیشرفت جدید، انقلابی در روشنایی ال‌ئی‌دی ایجاد کرد و منابع نور آبی پرقدرت را عملی ساخت و منجر به توسعه فناوری‌هایی مانند بلو-ری شد.
ناکامورا به خاطر اختراع خود جایزه فناوری هزاره ۲۰۰۶ را دریافت کرد. در سال ۲۰۱۴ ایسامو آکاساکی، هیروشی آمانو و شوجی ناکامورا سه دانشمند ژاپنی، به دلیل کارهایی که در اوایل دهه ۱۹۹۰ در ساخت گالیم نیترید با کیفیت و ساخت ال‌ئی‌دی آبی انجام داده بودند موفق به دریافت جایزه نوبل فیزیک شدند. در سال ۲۰۱۵، دادگاه ایالات متحده حکم داد که سه شرکت حق ثبت اختراع قبلی موستاکاس را نقض کرده‌اند و به آنها دستور پرداخت هزینه‌های صدور مجوز به ارزش حداقل ۱۳ میلیون دلار را داده‌است.
در سال ۲۰۰۱ و ۲۰۰۲، فرایندهایی برای رشد ال‌ئی‌دی‌های پایه نیترید گالیم روی سیلیسیم با موفقیت نشان داده شد. در ژانویه ۲۰۱۲، اوسرام ال‌ئی‌دی‌های InGaN با قدرت بالا که روی لایه‌های سیلیسیمی تولید می‌شوند را برای استفاده تجاری رونمایی کرد و ال‌ئی‌دی‌های نیترید گالیم بر روی سیلیسیم در شرکت Plessey Semiconductors در حال تولید هستند. در سال ۲۰۱۷، برخی از تولیدکنندگان از SiC به عنوان بستر تولید ال‌ئی‌دی استفاده می‌کنند، اما استفاده از یاقوت کبود متداول‌تر است، زیرا خصوصیات آن به گالیم نیترید شباهت بسیار دارد، و نیاز به الگودهی به ویفر یاقوت کبود را کاهش می‌دهد (ویفرهای طرح دار با نام اِپی ویفر شناخته می‌شوند) سامسونگ، دانشگاه کمبریج و توشیبا در حال تحقیق دربارهٔ نیترید گالیم در مورد ال‌ئی‌دی‌های سیلیسیمی هستند. توشیبا احتمالاً به دلیل بازده پایین، تحقیقات را متوقف کرده‌است. بعضی از آنها برآرایی را انتخاب می‌کنند، که برای سیلیسیم دشوار است، درحالی‌که برخی دیگر، مانند دانشگاه کمبریج، به منظور کاهش عدم تطابق شبکه و نسبت‌های مختلف انبساط حرارتی، برای جلوگیری از ترک چیپ ال‌ئی‌دی در دماهای بالا (برای مثال در هنگام تولید)، کاهش تولید گرما و افزایش بهره درخشندگی، از ساختار چندلایه استفاده می‌کنند. برآرایی (یا یاقوت کبود الگودار) را می‌توان توسط طرح‌نگاری نقش-نانو انجام داد.
نیترید گالیم اغلب با استفاده از برآرایی بخار فلز-آلی (MOCVD) رسوب داده می‌شود و از Lift-off نیز استفاده می‌شود.

### ال‌ئی‌دی‌های سفید و پیشرفت چشمگیر در زمینه روشنایی
با اینکه می‌توان با استفاده از ال‌ئی‌دی‌های قرمز، سبز و آبی جداگانه، نور سفید ایجاد کرد، اما نتیجه، یک نمایش رنگ ضعیف است، زیرا فقط سه باند باریک از طول‌موج نور تابش می‌شود. کشف ال‌ئی‌دی آبی پرقدرت بلافاصله منجر به کشف ال‌ئی‌دی سفید شد. در این وسیله پوشش فسفر آلایش شده با Y
3Al
5O
12:سریم (که به عنوان YAG نیز شناخته می‌شود) از خود نور زرد تا فِلوئورِسانس تابش می‌کند. ترکیب این نور با نور آبی باقی مانده، در چشم سفید به نظر می‌رسد.
اولین ال‌ئی‌دی‌های سفید تولید شده، گران و ناکارآمد بودند. با این حال، خروجی نور ال‌ئی‌دی‌ها به‌طور تصاعدی افزایش یافته‌است. نتایج جدیدترین تحقیق و توسعه توسط تولیدکنندگان ژاپنی مانند پاناسونیک و نیچیا و تولیدکنندگان کره‌ای و چینی مانند سامسونگ، کینگسون و دیگران منتشر شده‌است. این روند در افزایش تولید به افتخار رولند هایتز، قانون هایتز نامیده شده‌است.
شدت نور و راندمان ال‌ئی‌دی‌های آبی و نزدیک به فرابنفش افزایش یافت و قیمت آنها کاهش پیدا کرد. این امر منجر به استفاده از ال‌ئی‌دی‌های پرقدرت برای روشنایی محیط و جایگزینی آنها با لامپ‌های رشته‌ای و مهتابی گردید.
در سال ۲۰۱۴ ال‌ئی‌دی‌های سفید آزمایشی برای تولید ۳۰۳ لومن بر هر وات برق (وات/لومن) به نمایش گذاشته شد. بعضی از آنها می‌توانند تا ۱۰۰,۰۰۰ ساعت دوام بیاورند. با این وجود در سال ۲۰۱۸، ال‌ئی‌دی‌های موجود در بازار تا ۲۲۳ لومن بر وات بهره‌وری دارند. رکورد قبلی ۱۳۵ لومن بر وات توسط نیچیا در سال ۲۰۱۰ به‌دست‌آمد. درمقایسه با لامپ‌های رشته‌ای، این یک افزایش چشمگیر در بازده الکتریکی است، و با این‌که خرید ال‌ئی‌دی گران‌تر است، هزینه کلی آن به‌طور قابل توجهی ارزان‌تر از لامپ‌های رشته‌ای است.

## فیزیک

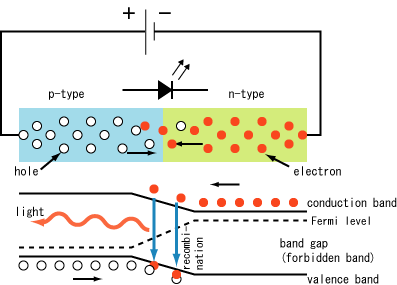
عملکرد داخلی یک LED، که مدار (بالا) و نمودار باند (پایین) را نشان می‌دهد.

در یک ال‌ئی‌دی، وقتی جریان الکتریکی از یک اتصال p–n عبور می‌کند، نور تابش می‌شود. به این پدیده الکترولومینسانس گفته می‌شود. الکترون‌ها از ناحیه n عبور کرده و با حفره‌های موجود در ناحیه p ترکیب می‌شوند. الکترون‌های آزاد در نوار انرژی هدایت قرار دارند، درحالی‌که حفره‌ها در نوار انرژی ظرفیت قرار دارند. درنتیجه سطح انرژی حفره‌ها از سطح انرژی الکترون‌ها کمتر است. برای بازترکیب دوباره این الکترون‌ها و حفره‌ها مقداری از انرژی باید دفع شود. این انرژی به‌صورت گرما و نور تابش می‌شود.
در دیودهای سیلیسیم و ژرمانیم الکترون‌ها انرژی خود را به شکل گرما دفع می‌کنند، اما در نیم‌رساناهای گالیم آرسنید فسفید (GaAsP) و گالیم فسفید (GaP)، الکترون‌ها با انتشار فوتون انرژی خود را دفع می‌کنند. اگر نیم‌رسانا شفاف باشد، اتصال تبدیل به یک منبع نور، یا دیود نورگسیل می‌گردد.
طول‌موج نور تابش‌شده، و درنتیجه رنگ آن، به انرژی شکاف انرژی مواد تشکیل دهنده اتصال p-n بستگی دارد. در دیودهای سیلیسیم یا ژرمانیم، الکترون‌ها و حفره‌ها معمولاً با یک گذار غیرتابشی بازترکیب می‌شوند، که هیچ نوع تابش نوری تولید نمی‌کند، چرا که آنها، موادی با شکاف انرژی غیر مستقیم هستند. موادی که برای ال‌ئی‌دی‌ها استفاده می‌شود دارای شکاف انرژی مستقیم هستند و انرژی آنها متناظر با نور نزدیک-فروسرخ، مرئی، و نزدیک-فرابنفش است.

نمودار جریان-ولتاژ برای یک دیود. هنگامی که به یک ال‌ئی‌دی در جهت مستقیم بیش از ۲ یا ۳ ولت جریان اعمال شود، شروع به انتشار نور می‌کند. ناحیه بایاس معکوس با ناحیه بایاس مستقیم از مقیاس عمودی متفاوتی استفاده می‌کند تا نشان‌دهد جریان نشتی با تغییرات ولتاژ تقریباً ثابت است تا زمانی که شکست رخ دهد. در بایاس مستقیم، جریان کم است اما با ولتاژ به‌صورت نمایی افزایش می‌یابد.

نیم‌رساناهای لخت و بدون‌پوشش مانند سیلیسیم نسبت به هوا ضریب شکست بالایی از خود نشان می‌دهند. فوتون‌هایی که با زاویه‌های زیاد و نزدیک به عمود به سطح نزدیک می‌شوند دچار بازتاب داخلی کامل می‌شوند. این پدیده هم بر روی راندمان گسیل نور ال‌ئی‌دی‌ها و هم بر روی راندمان جذب نور سلول‌های فتوولتائیک اثر می‌گذارد. مقدار ضریب شکست سیلیسیم ۳٫۹۶ است (در ۵۹۰ نانومتر)، درحالی‌که مقدار ضریب شکست هوا برابر ۱٫۰۰۰۲۹۲۶ است.

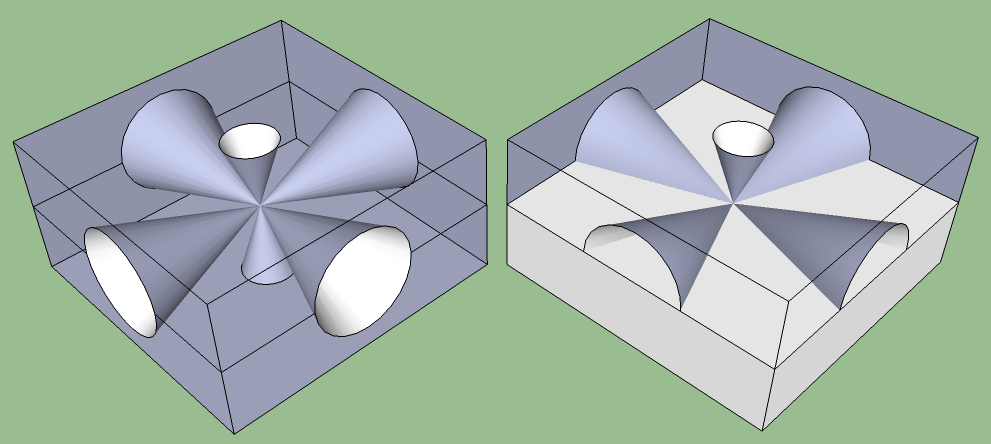
نمونه ایدئال مخروط‌های انتشار نور در یک‌نیم‌رسانا مربع ساده، برای یک منطقه انتشار منبع منفرد. تصویر سمت چپ برای یک ویفر نیمه شفاف است، درحالی‌که تصویر سمت راست نیمه مخروط‌هایی را که هنگام مات شدن لایه زیرین تشکیل‌شده‌اند، نشان می‌دهد.

به‌طور کلی، یک تراشه مسطح نیم‌رسانای ال‌ئی‌دی بدون روکش، فقط نوری را منتشر می‌کند که تقریباً عمود بر سطح نیم‌رسانا به آن رسیده باشد. نور قابل انتشار از ال‌ئی‌دی معمولاً به شکل یک مخروط به آن رسیده و تابش می‌شود که معمولاً به آن مخروط نور یا مخروط فرار گفته می‌شود. فوتون‌هایی که با زاویه برخورد بیش از زاویه بحرانی به سطح می‌رسند، دچار بازتاب داخلی کلی شده و به داخل بلور نیم‌رسانا برمی گردند، مانند حالتی که سطح، یک آینه است.
اگر زاویه برخورد به اندازه کافی کم باشد و کریستال به اندازه کافی شفاف باشد تا بازتابش فوتون را جذب نکند، بازتاب‌های داخلی می‌توانند از درون وجه‌های بلوری دیگر خارج شوند. اما برای یک ال‌ئی‌دی مربع ساده با سطوح زاویه‌دار ۹۰ درجه در همه طرف، همه وجوه مانند آینه عمل می‌کنند. در این حالت، بیشتر نور نمی‌تواند فرار کند و به‌صورت اتلاف گرما در کریستال از بین می‌رود.
یک سطح تراشه حلقوی با وجوه شبیه به گوهرسنگ یا لنز فِرِسنل، با توزیع نور، عمود بر سطح تراشه و در سمت‌های جانبی، دور از منبع انتشار فوتون، می‌تواند باعث افزایش خروجی نور گردد.
شکل ایدئال نیم‌رسانا با حداکثر خروجی نور، میکروکره است که منبع انتشار فوتون دقیقاً در مرکز قرار داشته، و الکترودها برای تماس در نقطه انتشار به مرکز نفوذ کرده‌اند. تمام پرتوهای نوری که از مرکز خارج می‌شوند عمود بر کل سطح کره بوده و درنتیجه هیچ بازتاب داخلی وجود ندارد. یک نیم‌رسانای نیم کره‌ای نیز به همین شیوه کار می‌کند، و سطح پشتی صاف آن به عنوان آینه فوتون‌های پراکنده به پشت عمل می‌کند.
افزاره‌های حالت-جامد مانند ال‌ئی‌دی‌ها در صورتی که با جریان کم و در دماهای پایین کار کنند، عمر بسیار بالایی خواهند داشت. برای ال‌ئی‌دی‌های سفید معمولاً ۲۵۰۰۰ تا ۱۰۰۰۰۰ ساعت عمر کاری ذکر می‌شود، اما گرما و تنظیمات جریان می‌تواند این عمر را به شدت کاهش دهد.
ال‌ئی‌دی‌ها از انواع مختلف مواد نیم‌رسانای غیرآلی ساخته می‌شوند. جدول زیر رنگ‌های موجود با طول‌موج، افت ولتاژ و مواد را نشان می‌دهد:
| رنگ | رنگ     | طول‌موج [نانومتر] | افت ولتاژ [ΔV] | ماده نیم‌رسانا |
| --- | ------- | ---------------- | -------------- | --- |
|     | فروسرخ  | λ> ۷۶۰           | ΔV <۱٫۶۳       | گالیم آرسنید (GaAs) آلومینیوم گالیم آرسنید (AlGaAs) |
|     | قرمز    | ۶۱۰ <λ <۷۶۰      | ۱٫۶۳ <ΔV <۲٫۰۳ | آلومینیوم گالیم آرسنید (AlGaAs) گالیم آرسنید فسفید (GaAsP) آلومینیوم گالیم ایندیم فسفید (AlGaInP) گالیم(III) فسفید (GaP)                                                                                    |
|     | نارنجی  | ۵۹۰ <λ <۶۱۰      | ۲٫۰۳ <ΔV <۲٫۱۰ | گالیم آرسنید فسفید (GaAsP) آلومینیوم گالیم ایندیم فسفید (AlGaInP) گالیم(III) فسفید (GaP) |
|     | زرد     | ۵۷۰ <λ <۵۹۰      | ۲٫۱۰ <ΔV <۲٫۱۸ | گالیم آرسنید فسفید (GaAsP) آلومینیوم گالیم ایندیم فسفید (AlGaInP) گالیم(III) فسفید (GaP) |
|     | سبز     | ۵۰۰ <λ <۵۷۰      | ۱٫۹ <ΔV <۴٫۰   | سبز سنتی:Gallium(III) phosphide (GaP) آلومینیوم گالیم ایندیم فسفید (AlGaInP) آلومینیوم گالیم فسفید (AlGaP) سبز خالص: ایندیم گالیم نیترید (InGaN) / گالیم(III) نیترید (GaN)                                  |
|     | آبی     | ۴۵۰ <λ <۵۰۰      | ۲٫۴۸ <ΔV <۳٫۷  | Zinc selenide (ZnSe) ایندیم گالیم نیترید (InGaN) یاقوت کبود مصنوعی، کاربید سیلیسیم (SiC) به عنوان بستر، با یا بدون اپیتاکسی، سیلیسیم (Si) به عنوان بستر - در دست توسعه (کنترل اپیتاکسی روی سیلیکون سخت است) |
|     | بنفش    | ۴۰۰ <λ <۴۵۰      | ۲٫۷۶ <ΔV <۴٫۰  | ایندیم گالیم نیترید (InGaN) |
|     | فرابنفش | λ <۴۰۰           | ۳ <ΔV <۴٫۱     | ایندیم گالیم نیترید (InGaN) (385-400 nm) الماس (235 nm) نیترید بور (215 nm) آلومینیوم نیترید (AlN) (210 nm) آلومینیوم گالیم نیترید (AlGaN) آلومینیوم گالیم ایندیم نیترید (AlGaInN)—تا 210 nm                |
|     | صورتی   | انواع مختلف      | ΔV ≈۳٫۳        | آبی با یک یا دو لایه فسفر، زرد با فسفر قرمز، نارنجی یا صورتی بعد از آن، سفید با پلاستیک صورتی یا فسفرهای سفید با رنگدانه صورتی یا رنگ بالای آن.                                                             |
|     | ارغوانی | انواع مختلف      | ۲٫۴۸ <ΔV <۳٫۷  | LEDهای آبی/قرمز دوتایی، آبی با فسفر قرمز، یا سفید با پلاستیک بنفش |
|     | سفید    | طیف گسترده       | ۲٫۸ <ΔV <۴٫۲   | سفید یخی/خالص: دیود آبی/UV با فسفر زرد سفید گرم: دیود آبی با فسفر نارنجی |

## کاربردها

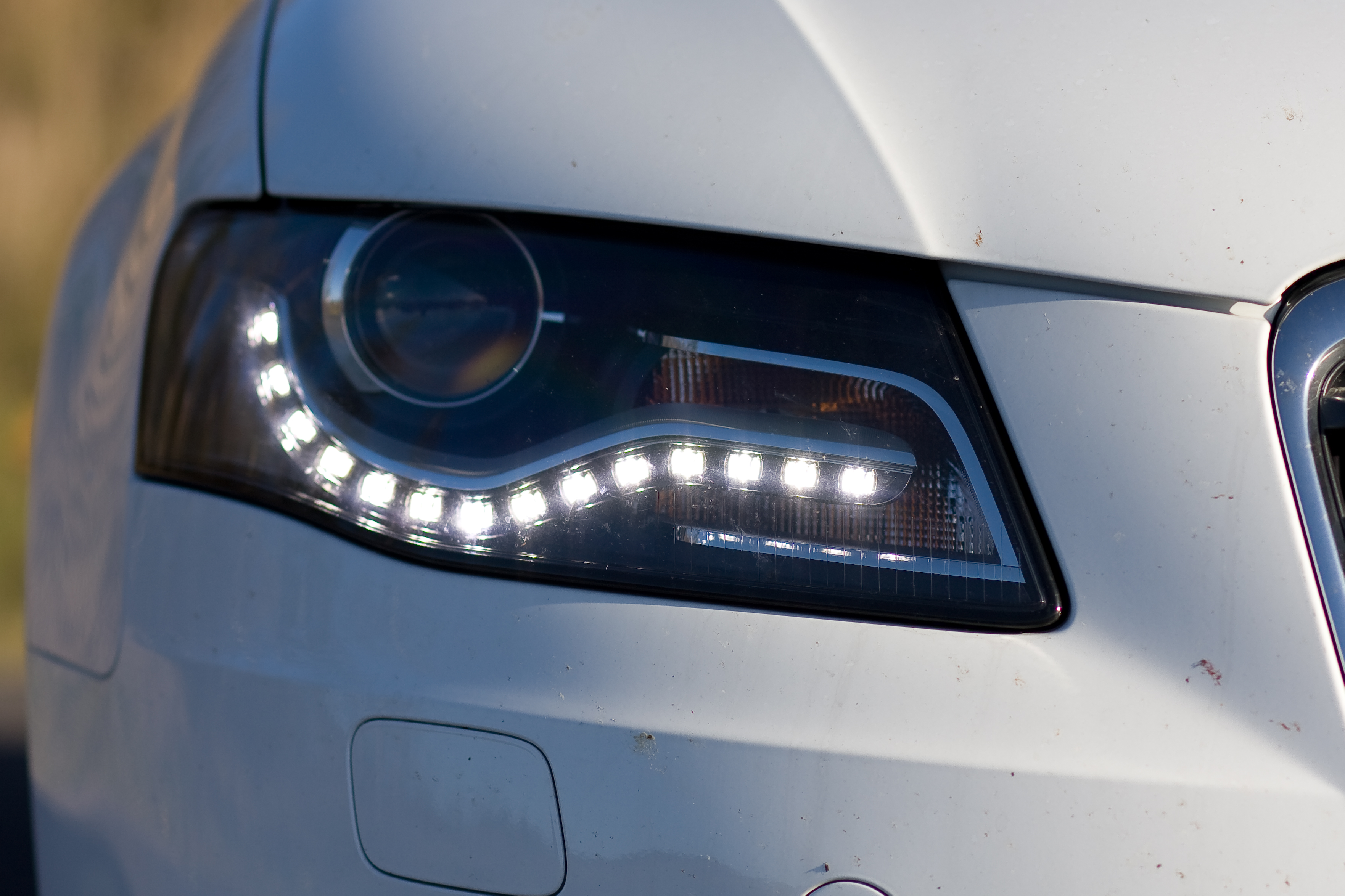
چراغ روز ال‌ئی‌دی یک خودرو.

دیودهای نورافشان مصارف متفاوتی در نورپردازی شهری، علائم عبور و مرور و چراغ‌های امروزی خودرو دارند. همچنین اندازهٔ بسیار کوچک آن‌ها باعث شده‌است تا در نمایشگرهای گرافیکی نسل جدید بکار روند. سرعت بسیار بالای آن‌ها در خاموش و روشن شدن کاربردهای ویژه‌ای در فناوری مخابرات برای آن‌ها به ارمغان آورده‌است.
با توجه به اینکه ال‌ئی‌دی‌ها می‌توانند نورهای رنگی مختلفی تولید کنند، در نورپردازی‌های تزئینی کاربر دارند. از سوی دیگر این لامپ‌ها نور مخرب فرابنفش تولید نمی‌کنند و به همین سبب در موزه‌ها برای روشنایی اشیاء قیمتی به کار می‌روند. به علت توان مصرفی پایینشان می‌توان از آن‌ها در روشنایی اضطراری استفاده کرد. در چراغ‌های راهنمایی و رانندگی، طول عمر، ضریب اطمینان روشنایی، درخشندگی بالا و دید در روز اهمیت زیادی دارند و به همین علت ال‌ئی‌دی‌ها برای این منظور بسیار مناسبند. بسیاری از شرکت‌های معتبر خودروسازی، در چراغ راهنما، خطر و برخی چراغ‌های داخلی خودروهایشان از لامپ ال‌ئی‌دی استفاده می‌کنند.

## دیودهای نورگسیل آلی (OLED)
لایهٔ الکترولومینسانس در دیودهای نورگسیل آلی (OLED)، یک لایهٔ بسیار نازک از ترکیبی آلی است که در واکنش به جریان الکتریکی، از خود نور منتشر می‌کند. این لایه آلی بین دو الکترود قرار دارد و به‌طور معمول، حداقل یکی از این الکترودها شفاف است. از مزایای بالقوه اوال‌ئی‌دی‌ها می‌توان به نمایشگرهای نازک کم هزینه با ولتاژ محرک پایین، زاویه دید وسیع، کانترست بالا و وسعت رنگ زیاد اشاره کرد. مزیت اضافی ال‌ئی‌دی‌های پلیمری، ساخت نمایشگرهای قابل پرینت و نمایشگرهای انعطاف‌پذیر است. از اوال‌ئی‌دی‌ها برای ساخت نمایشگرهای دیجیتال افزاره‌های قابل حمل از قبیل گوشی‌های همراه، دوربین‌های دیجیتال و MP3 Playerها استفاده می‌شود و هم چنین در آینده ممکن است برای ساخت تلویزیون یا روشنایی ساختمان از آنها استفاده کرد.

### دیود نورگسیل آلی ماتریس-فعال (AMOLED)

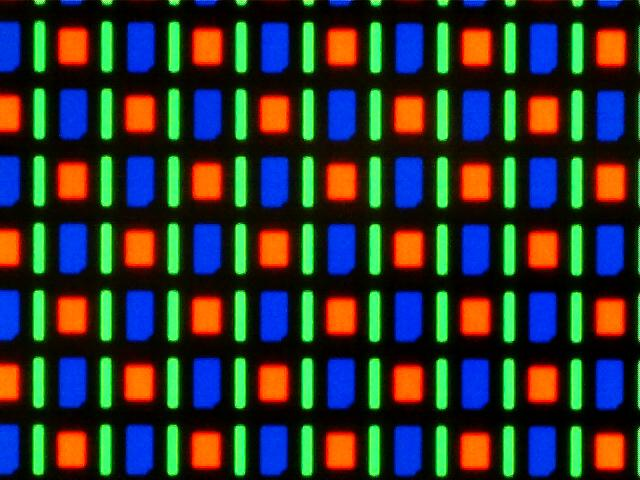
تصویر بزرگنمایی‌شده از صفحه AMOLED در تلفن هوشمند Nexus One با استفاده از سیستم RGBG از خانواده ماتریس PenTile.

دیود نورگسیل آلی ماتریس-فعال یا اِمواِل‌ئی‌دی نوعی فناوری نمایشگر OLED است. OLED نوع خاصی از فناوری نمایش فیلم با لایه نازک را توصیف می‌کند که در آن ترکیبات آلی ماده الکترولومینسانس را تشکیل می‌دهند و ماتریس فعال به فناوری آدرس دهی پیکسلها اشاره دارد.
یک صفحه نمایش AMOLED متشکل از یک ماتریس فعال از پیکسل‌های OLED است که هنگام فعال سازی الکتریکی، نور تولید می‌کند (لومینسانس) و روی یک آرایه ترانزیستور فیلم نازک (TFT) رسوب داده یا یکپارچه شده‌است، که به عنوان یک مجموعه سوئیچ برای کنترل جریان به هر پیکسل عمل می‌کند.

## انواع
ال‌ئی‌دیها در بسته‌بندی‌های مختلف برای کاربردهای مختلف ساخته می‌شوند. یک یا چند اتصال ال‌ئی‌دی ممکن است در یک دستگاه مینیاتوری بسته‌بندی شود تا به عنوان نشانگر یا لامپ آزمایشی استفاده شود. یک آرایه ال‌ئی‌دی ممکن است شامل مدارهای کنترل‌کننده در همان بسته باشد، که ممکن است از یک مقاومت ساده ، کنترل‌کننده چشمک زدن یا تغییر رنگ، یا یک کنترل‌کننده آدرس پذیر برای افزاره‌های آرجی‌بی باشد. افزاره‌های توان بالا و نور-سفید بر روی گرماگیرها نصب‌شده و برای روشنایی محیط استفاده می‌شوند. نمایشگرهای عددی-حرفی در ساختارهای ماتریسی نقطه‌ای یا نواری به‌طور گسترده‌ای در دسترس هستند. بسته‌های ویژه اجازه اتصال ال‌ئی‌دی‌ها به فیبرهای نوری را برای پیوندهای ارتباطی پرسرعت داده فراهم می‌کنند. 

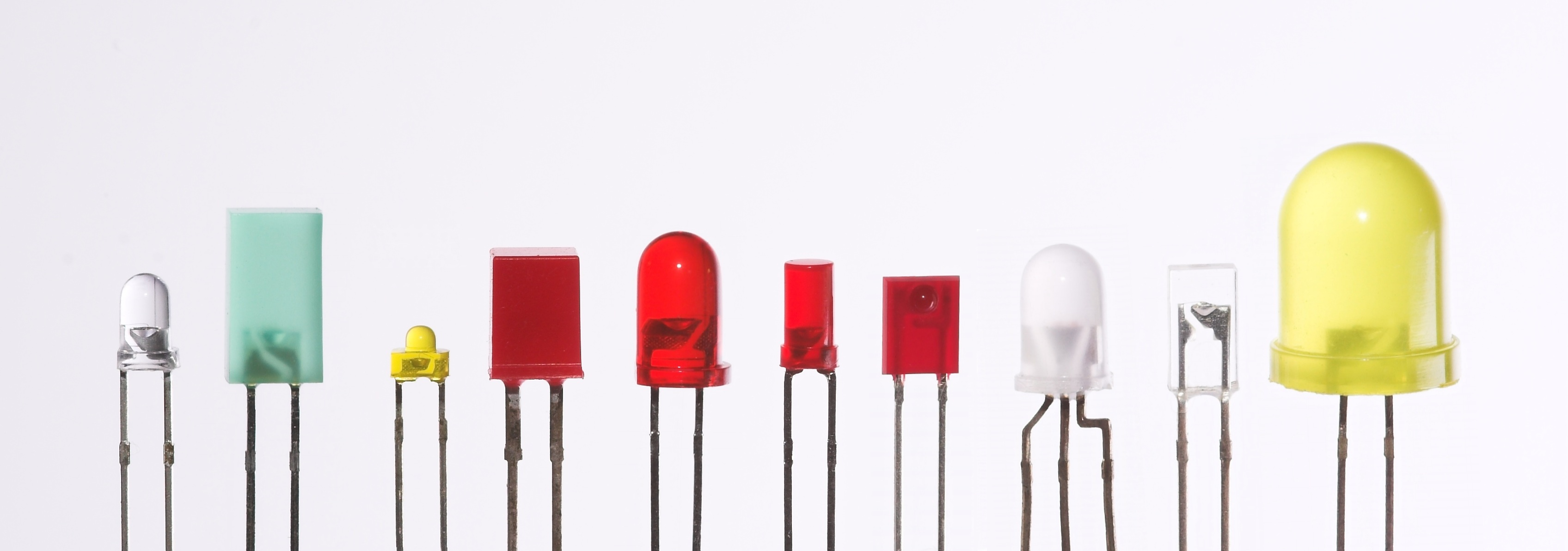
ال‌ئی‌دی‌ها در اندازه‌ها و شکل‌های متنوعی ساخته می‌شوند. در بیشتر موارد، اما نه همیشه، رنگ عدسی با نوری که ال‌ئی‌دی منتشر می‌کند یکسان است. ال‌ئی‌دی‌های نوین و توان‌بالا، مانند آنهایی که برای روشن‌کردن یا بک‌لایتینگ استفاده می‌شود معمولاً در پکیج‌های «فناوری نصب سطحی» یا SMT یافت می‌شوند.

### مینیاتوری

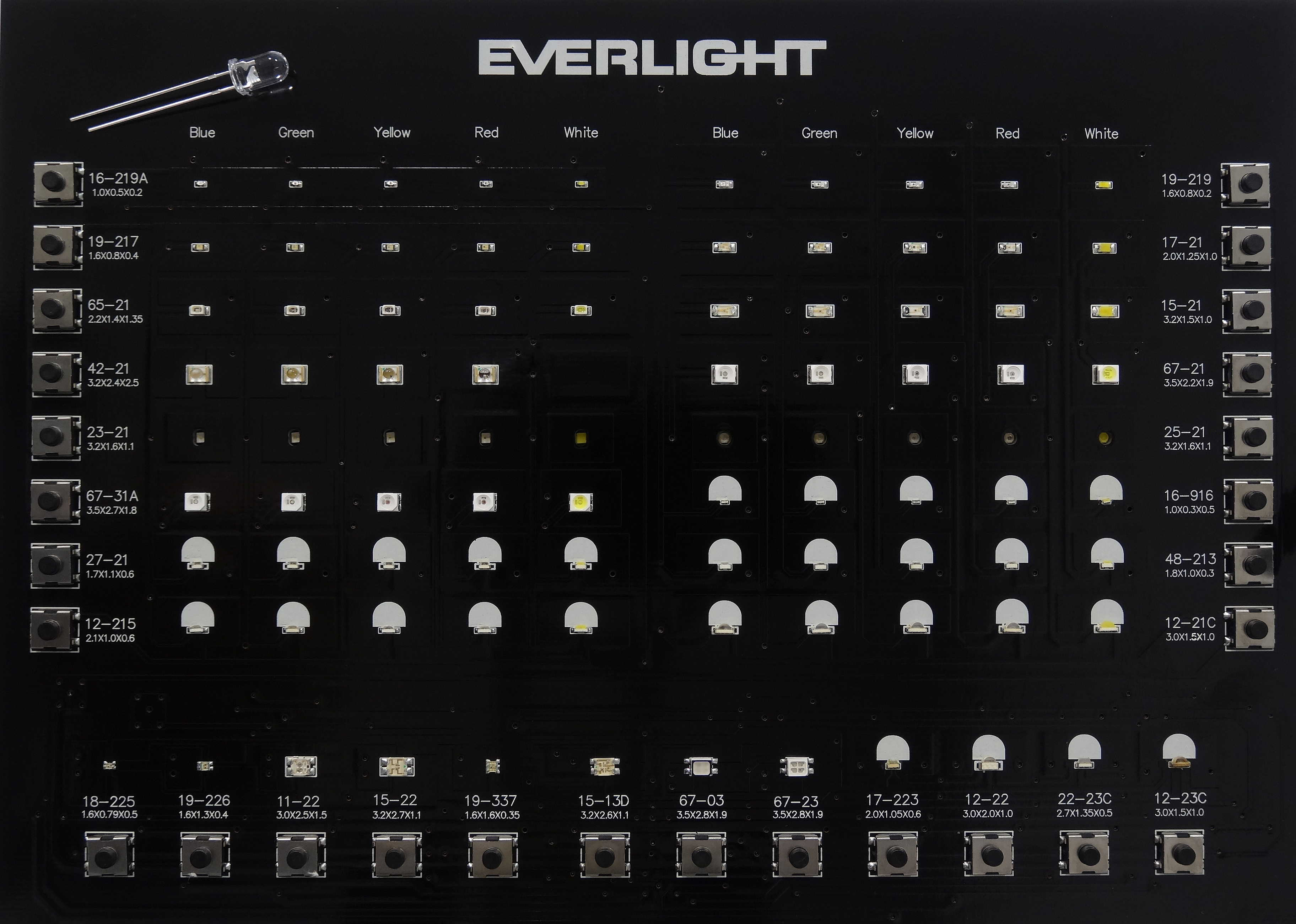
ال‌ئی‌دی‌های مینیاتوری نصب سطحی تک و چند رنگه در سایزهای متداول. این ال‌ئی‌دیها می‌توانند بسیار کوچکتر از لامپ‌های ال‌ئی‌دی ۵ میلیمتری سنتی که در گوشه سمت چپ بالا نشان داده شده‌است، باشند.

این ال‌ئی‌دی‌ها اکثراً ال‌ئی‌دی‌های تک-دای هستند که معمولاً به عنوان چراغ نشانگر استفاده شده و در ابعاد مختلفی از ۲ تا ۸ میلیمتر ساخته می‌شوند، و برای نصب سوراخ-کامل یا نصب سطحی ارائه می‌شوند. ریتینگ‌های معمول جریان از حدود ۱ میلی‌آمپر تا بالای ۲۰ میلی‌آمپر متغیر است. از چسباندن چندین ال‌ئی‌دی مینیاتوری بر روی یک نوار پشتیبان لامپ نواری ال‌ئی‌دی ساخته می‌شود.
ال‌ئی‌دی‌های ۵ ولت و ۱۲ ولت، ال‌ئی‌دی‌های مینیاتوری متداول هستند که برای اتصال مستقیم به منبع ۵ ولت یا ۱۲ ولت مقاومت آنها سری شده‌است.

### توان-بالا

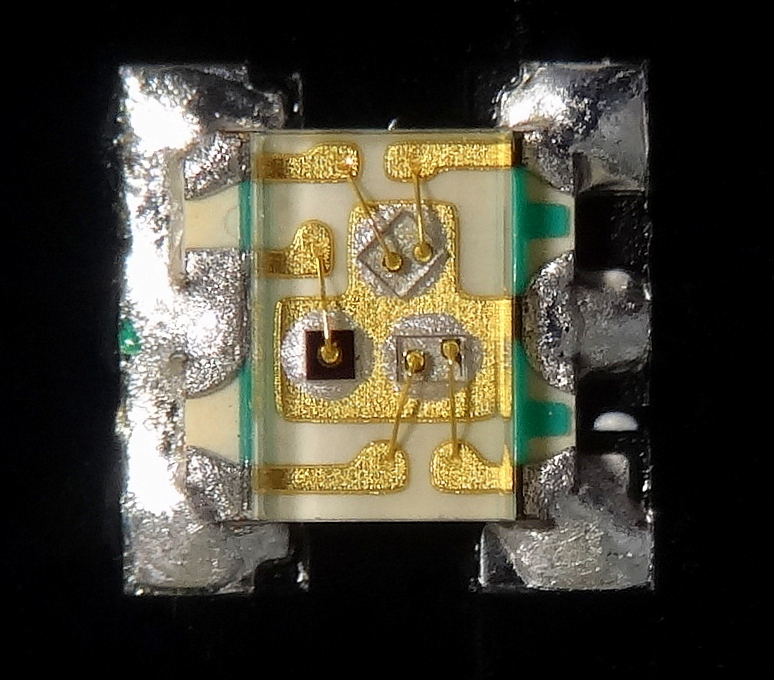
یک پکیج ال‌ئی‌دی نصب‌سطحی قرمز، آبی، سبز بسیار کوچک (1.6x1.6x0.۳۵ میلیمتر) که جزئیات اتصال سیمی طلایی آن مشخص است.

ال‌ئی‌دی‌های پرقدرت (HP-LED) یا ال‌ئی‌دی‌های خروجی-بالا (HO-LED) را می‌توان با جریانی از صدها میلی‌آمپر تا بیش از یک آمپر روشن کرد. در مقایسه سایر ال‌ئی‌دی‌ها با چند ده میلی‌آمپر روشن می‌شوند. بعضی از این ال‌ئی‌دی‌ها حتی می‌توانند بیش از هزار لومن نور از خود تابش کنند. چگالی توان تا ۳۰۰ وات بر سانتی‌متر مربع برای برخی ال‌ئی‌دی‌ها به‌دست آمده‌است. از آنجا که گرم شدن بیش از حد مخرب است، اچ‌پی-ال‌ئی‌دی‌ها باید بر روی یک هیت سینک نصب شوند تا از گرمایش بیش از حد جلوگیری شود. اگر این گرما از ال‌ئی‌دی دفع نشود، در عرض چند ثانیه این ال‌ئی‌دی‌ها می‌سوزند. یک اچ‌پی-ال‌ئی‌دی اغلب می‌تواند جایگزین یک لامپ رشته‌ای در یک چراغ‌قوه شود یا در یک آرایه تنظیم شود تا یک لامپ ال‌ئی‌دی قدرتمند تشکیل دهد.
برخی از اچ‌پی-ال‌ئی‌دی‌های معروف در این گروه شامل سری Nichia 19، Lumileds Rebel Led , Osram Opto Semiconductors Golden Dragon و Cree X-lamp هستند.

### جریان متناوب

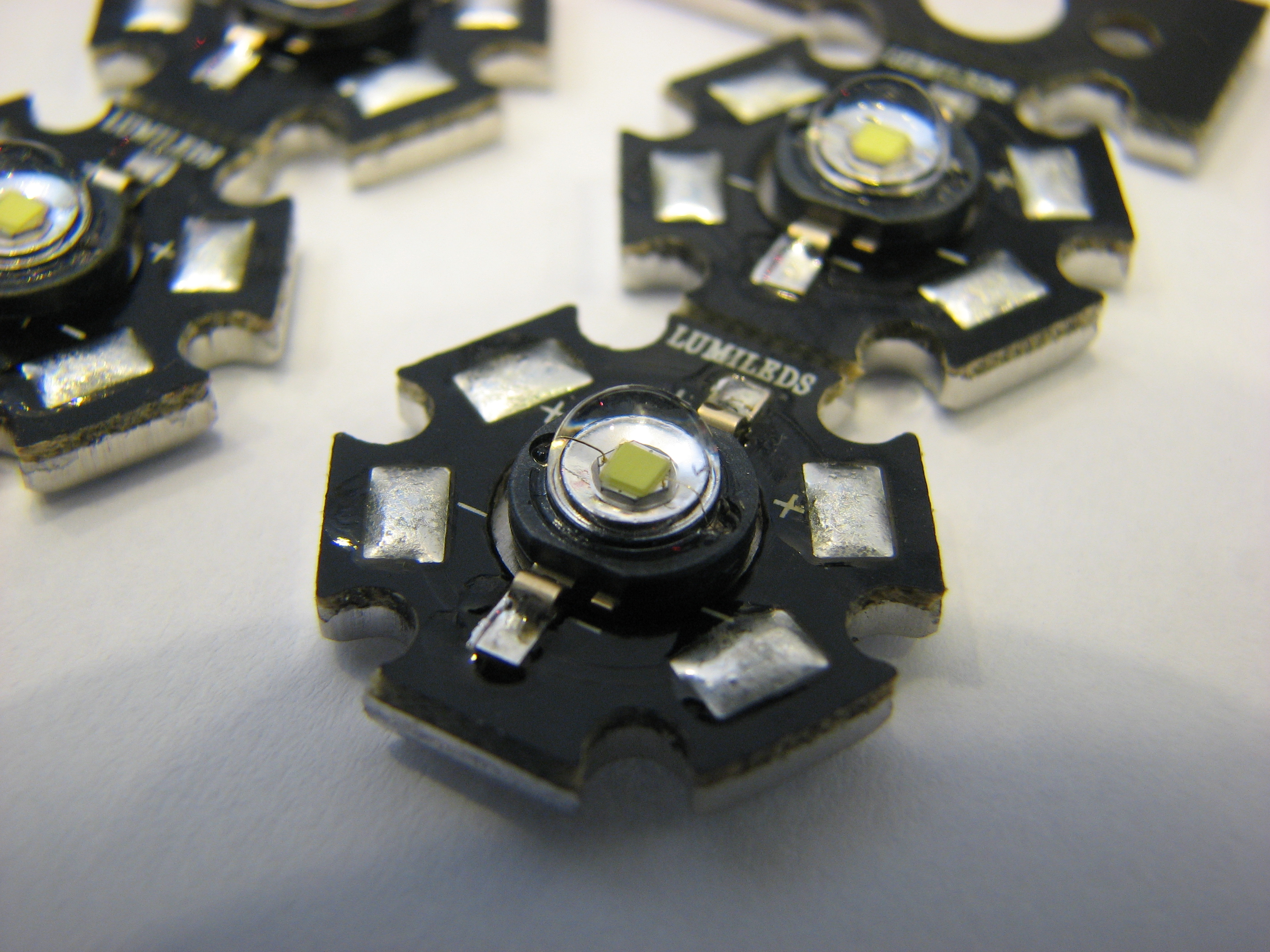
دیودهای تابش کننده نور با قدرت بالا متصل به پایه ال‌ئی‌دی ستاره‌ای شکل (Luxeon، Lumileds)

ال‌ئی‌دی‌های ساخته شده توسط سئول سمیکانداکتور می‌توانند بدون مبدل دی‌سی با مستقیماً با برق متناوب کار کنند. برای هر نیم سیکل، بخشی از ال‌ئی‌دی نور گسیل می‌کند و بخشی تاریک است، و این امر در نیم چرخه بعدی برعکس می‌شود. کارایی این نوع اچ‌پی-ال‌ئی‌دی‌ها معمولاً ۴۰ لومن بر وات است.

### انواع کاربرد-خاص

#### چشمک‌زن

منحنی طیفی ترکیبی برای ال‌ئی‌دی‌های نیم‌رسانا حالت-جامد آبی، سبز-زرد و قرمز با روشنایی بالا. پهنای باند طیفی FWHM برای هر سه رنگ تقریباً ۲۴–۲۷ نانومتر است.

از ال‌ئی‌دی‌های چشمک‌زن به عنوان چراغ‌های سیگنال نشانگر توجهُ بدون نیاز به مدار الکترونیک خارجی استفاده می‌شود. ال‌ئی‌دی‌های چشمک‌زن شبیه ال‌ئی‌دی‌های استاندارد هستند اما حاوی یک تنظیم‌کننده ولتاژ و یک مدار نوسان‌ساز یکپارچه هستند که باعث می‌شود ال‌ئی‌دی با یک دوره معمولاً یک ثانیه‌ای چشمک بزند. در ال‌ئی‌دی‌های دارای عدسی پخش‌کننده نور، این مدار به عنوان یک نقطه سیاه کوچک قابل مشاهده است. بیشتر ال‌ئی‌دی‌های چشمک زن فقط یک رنگ نور تابش می‌کنند، اما افزاره‌های پیچیده‌تر می‌توانند بین چندین رنگ چشمک بزنند و حتی با استفاده از اختلاط رنگ آرجیی‌بی پس از توالی رنگ محو شوند.

#### دو-رنگه
ال‌ئی‌دی‌های دو-رنگه حاوی دو تابش‌کننده نور در یک قاب هستند. دو گونه اصلی از ال‌ئی‌دی‌های دو-رنگه وجود دارد. در یک نوع، دو دای به یک پایه مشترک به‌صورت ضدموازی (Antiparallel) متصل شده‌اند. برقرار شدن جریان در یک جهت باعث تابیدن نور با یک رنگ و برقرارشدن جریان در جهت مخالف باعث تابیدن نور با رنگ دیگر می‌شود. نوع دیگر شامل دو دای با پایه‌های جداگانه برای هر کدام و یک پایه برای کاتد یا آند مشترک است تا بتوان آنها را به‌صورت جداگانه کنترل کرد. متداول‌ترین ال‌ئی‌دی‌های دو-رنگه ال‌ئی‌دی‌های قرمز/سبز متعارف هستند، با این حال ترکیبات دیگری نیز وجود دارند.

#### سه-رنگه آرجی‌بی RGB

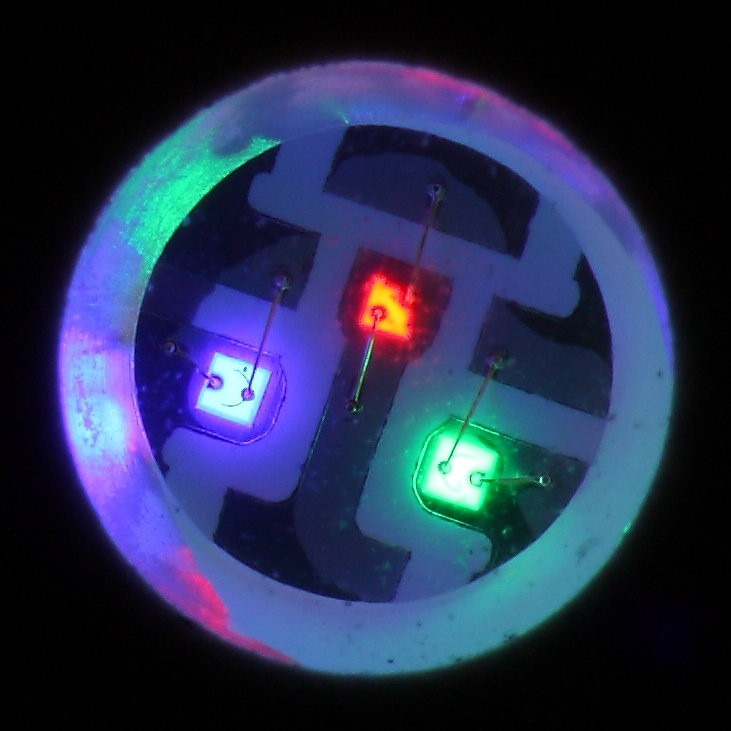
یک ال‌ئی‌دی نصب سطحی سه رنگه RGB (آرجی‌بی).

ال‌ئی‌دی‌های سه-رنگه شامل سه تابش‌کننده نور ال‌ئی‌دی مختلف در یک قاب هستند. هر تابش‌کننده به یک سیم جداگانه متصل است تا بتوان آنها را به‌طور مستقل کنترل کرد. در این ال‌ئی‌دی‌ها آرایش چهار-پایه با یک پایه مشترک (آند یا کاتد) و یک پایه اضافی برای هر رنگ معمول است. در صورتی که، سایر ال‌ئی‌دی‌ها فقط دوپایه دارند (مثبت و منفی) و دارای یک کنترل‌کننده الکترونیکی داخلی هستند. 

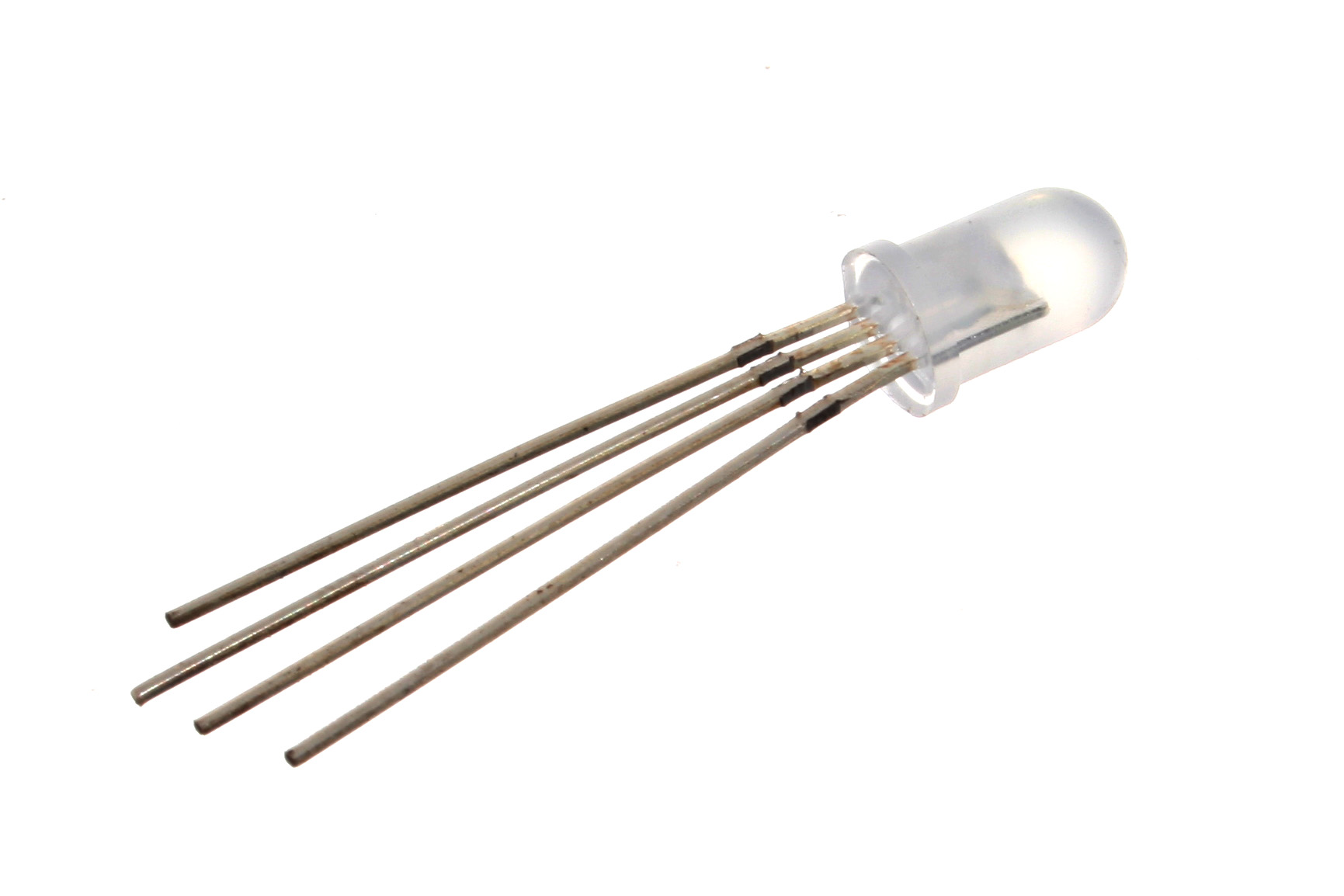
یک ال‌ئی‌دی سه رنگه آرجی‌بی

ال‌ئی‌دی‌های آرجی‌بی از یک ال‌ئی‌دی قرمز، یک ال‌ئی‌دی سبز و یک ال‌ئی‌دی آبی تشکیل شده‌اند. با تنظیم مستقل هر یک از این سه، ال‌ئی‌دی‌های آرجی‌بی قادر به تولید یک طیف رنگی گسترده هستند. برخلاف ال‌ئی‌دی‌های با رنگ اختصاصی، این ال‌ئی‌دی‌ها طول‌موج خاصی تولید نمی‌کنند. می‌توان این ماژول‌ها را برای ترکیب رنگ روان تنظیم کرد.

#### لامپ ال‌ئی‌دی رشته‌ای

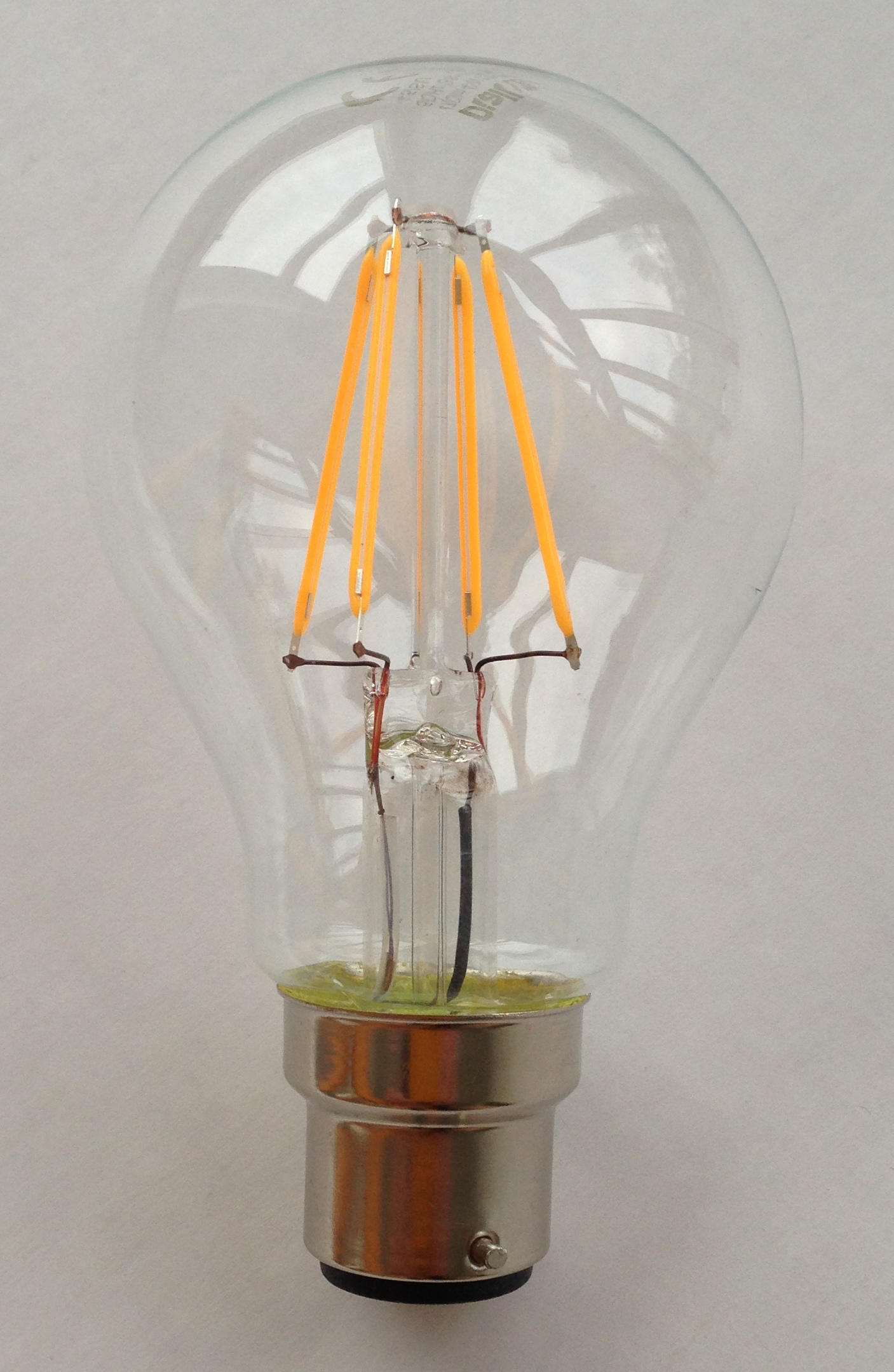
لامپ ال‌ئی‌دی رشته‌ای ۲۳۰ ولت با پایه B22

یک ال‌ئی‌دی رشته‌ای شامل چندین تراشه ال‌ئی‌دی است که به‌صورت سری بر روی یک بستر طولی متصل شده‌اند و حالتی شبیه به لامپ‌های رشته‌ای سنتی را شبیه‌سازی می‌کنند. از این ال‌ئی‌دی‌ها به عنوان چراغ‌های تزئینی کم‌مصرف استفاده می‌شود چرا که در بیشتر کشورها لامپ‌های رشته‌ای در حال منسوخ شدن هستند. این رشته‌ها از ولتاژ نسبتاً بالایی استفاده می‌کنند تا بتوان آنها را مستقیماً به برق شهری نصب کرد. معمولاً در این لامپ‌های تزئینی، برای جایگزینی مبدل‌های ولتاژ کم، جریان بالایی که ال‌ئی‌دی‌های تک-دای معمولی استفاده می‌کنند، از یک یکسوکننده ساده و محدود کننده جریان خازنی استفاده می‌شود.
امروزه چراغ خطی ال ئی دی یکی از متداول ترین نوع های چراغ ال ئی دی در صنعت ساختمان سازی و نور پردازی است.

#### آرایه‌های تراشه سرخود

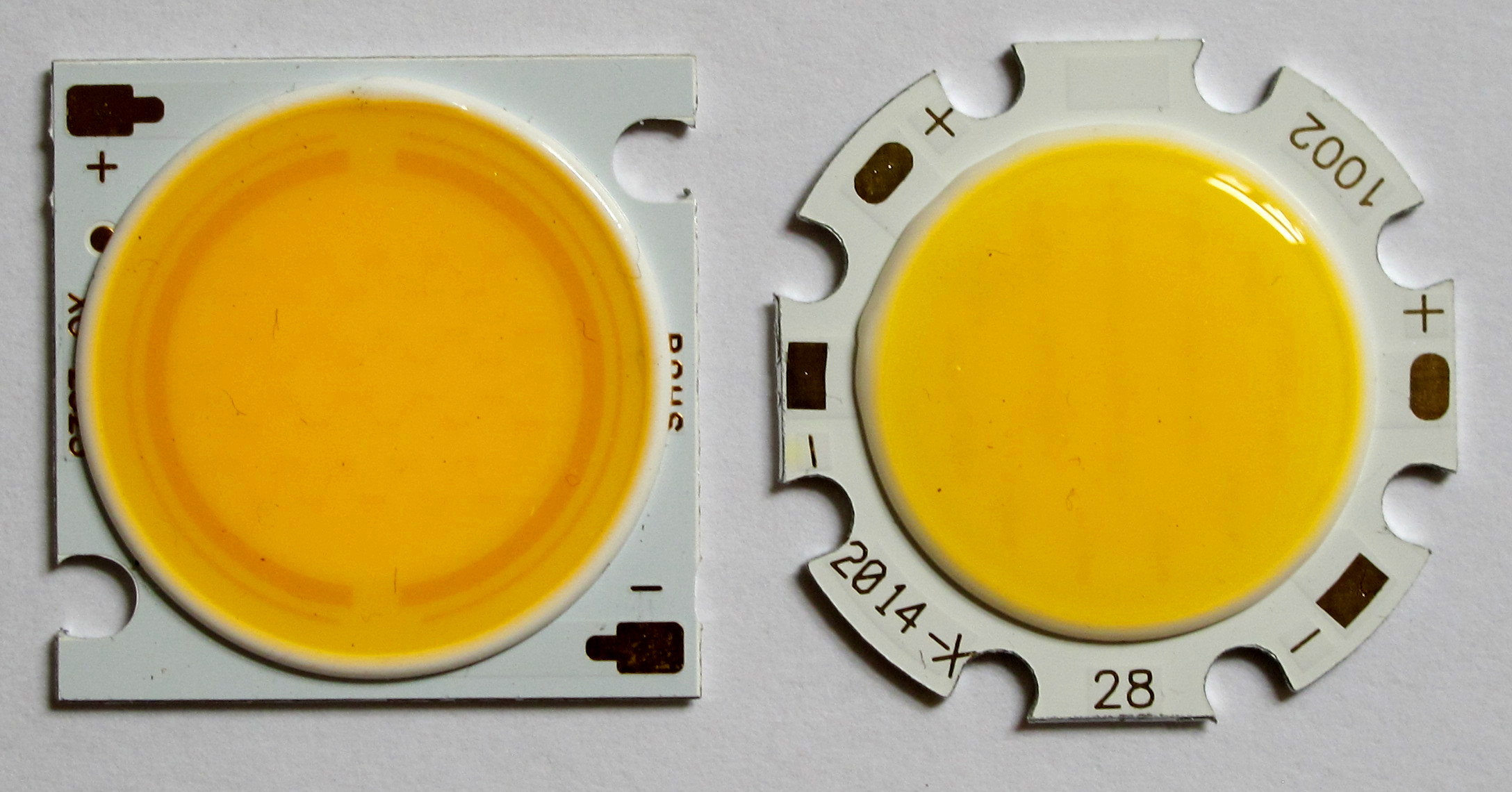
دو ال‌ئی‌دی تراشه‌سرخود توان بالا

ال‌ئی‌دی‌های نصب سطحی معمولاً به‌صورت آرایه‌های تراشه سرخود (Chip on board) ساخته می‌شوند، که این امر دفع گرما را نسبت به حالتی که از یک ال‌ئی‌دی بزرگ قوی تنها استفاده می‌شود، بهبود می‌بخشد. ال‌ئی‌دی‌ها را می‌توان حول یک استوانه چیدمان کرد که به دلیل شباهت آن به بلال، به آنها «چراغ بلالی» گفته می‌شود.